# Technische Kunststoffe

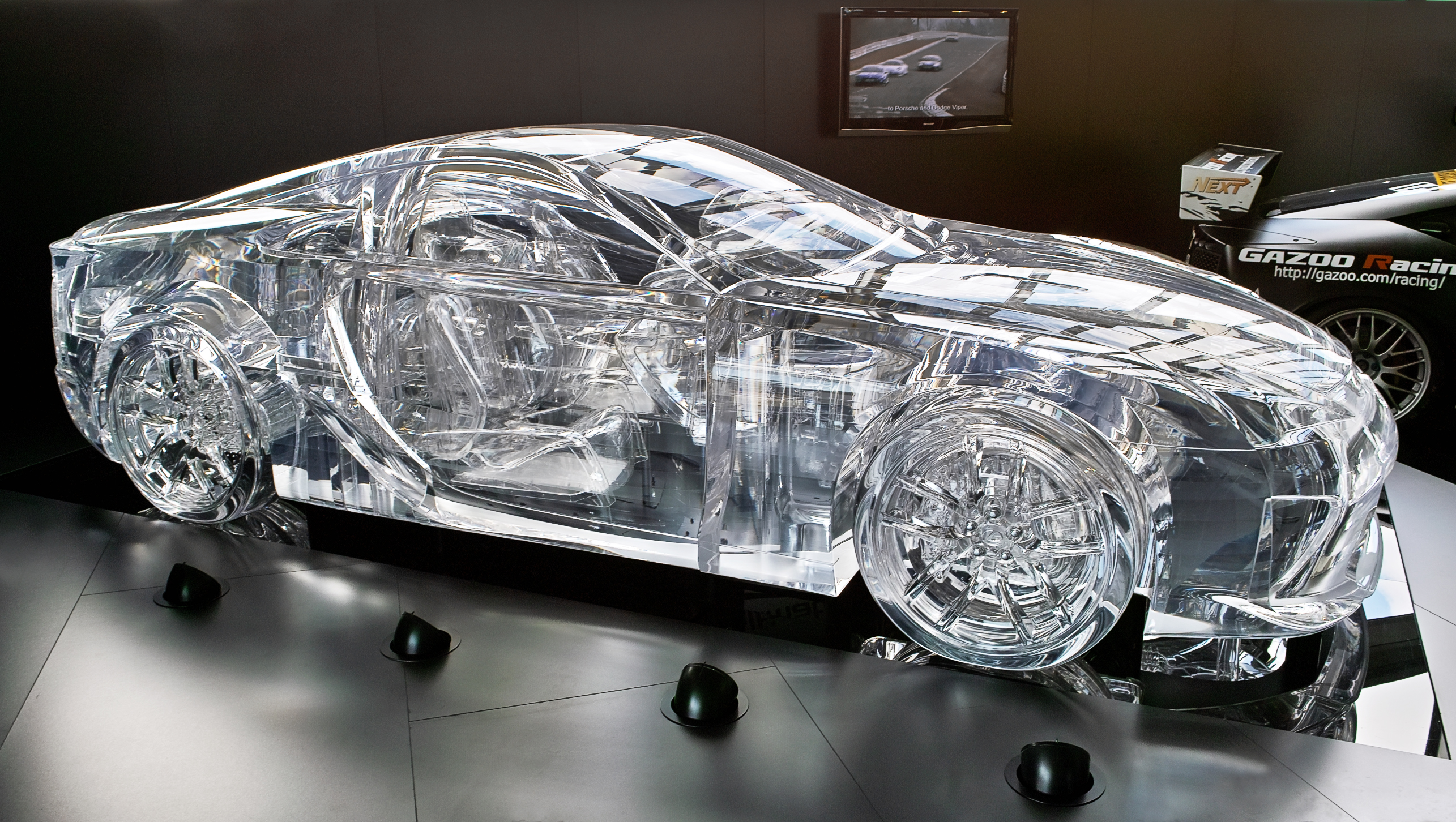
Autoskulptur aus dem technischen Kunststoff PMMA

 Technische Kunststoffe  (auch Technokunststoffe oder Konstruktionswerkstoffe) sind eine Untergruppe der thermoplastischen Kunststoffe und werden von den Standardkunststoffen, den Hochleistungskunststoffen und den Funktionskunststoffen bezüglich Eigenschaften und Preis unterschieden, auch wenn die Einteilung nicht trennscharf  ist. Sie besitzen im Vergleich zu den Standardkunststoffen bessere mechanische Eigenschaften wie beispielsweise größere Schlagzähigkeiten oder höhere Elastizitätsmoduln und sind daher auch für technische Anwendungen und teilweise Konstruktionsanwendungen (tragende Teile) geeignet.
Gelegentlich werden technische Kunststoffe auch dadurch definiert, dass ihre mechanischen Werte und Dimensionsstabilitäten auch in einigen Temperaturbereichen unter 0° C oder über 100° C erhalten bleiben.
Die Abgrenzung zu Standardkunststoffen und Hochleistungskunststoffen wird in der folgenden Abbildung verdeutlicht. Abkürzungen können angeklickt werden.